# زقزوق
زقزوق هي قرية لبنانية من قرى قضاء الكورة في محافظة الشمال.